# Municipio de Speaker
El municipio de Speaker (en inglés, Speaker Township) es un municipio del condado de Sanilac, Míchigan, Estados Unidos. Tiene una población estimada, a mediados de 2021, de 1344 habitantes.

## Geografía
Está ubicado en las coordenadas 43°11′42″N 82°48′46″O / 43.19500, -82.81278. Según la Oficina del Censo de los Estados Unidos, tiene una superficie total de 89.50 km², de la cual 89.49 km² corresponden a tierra firme y 0.01 km² son agua.

## Demografía
Según el censo de 2020, en ese momento había 1343 personas residiendo en la zona. La densidad de población era de 15.0 hab./km². El 93.60% de los habitantes eran blancos, el 0.45% eran afroamericanos, el 0.52% eran amerindios, el 0.15% eran asiáticos, el 0.45% eran de otras razas y el 4.84% eran de otras razas. Del total de la población, el 2.01% eran hispanos o latinos de cualquier raza.